# Kazimierz Wodzicki (1816–1889)
Kazimierz Stanisław Michał Wodzicki herbu Leliwa (ur. 27 września 1816 na zamku w Korzkwi, zm. 20 października 1889 w Olejowie) – polski ornitolog, literat i hrabia.
Właściciel dóbr Olejów, Białokiernica, Białogłowy, Harbuzów, Bzowica, Hukałowce, Łopuszany, Moniłówka, Załoźce w powiecie zborowskim oraz Horbanówki w powiecie złoczowskim.

## Życiorys
Syn Józefa (1775–1847) i Petroneli z Jabłonowskich (1770–1859).
Poseł na sejm ustawodawczy w Kromierzyrzu w 1848, poseł na Sejm Krajowy w latach 1861–63 i do Rady Państwa w Wiedniu 1861–63, prezes rady powiatowej złoczowskiej 1867, prezes oddziału złoczowskiego galicyjskiego towarzystwa gospodarskiego, członek korespondent krakowskiego towarzystwa naukowego.
W 1851 r. opublikował książkę „Wycieczka ornitologiczna w Tatry i Karpaty galicyjskie na początku czerwca 1850 roku”, w której udokumentował 115 gatunków ptaków tatrzańskich. W 1862 roku przekazał Uniwersytetowi Jagiellońskiemu kwotę 2000 złr na fundusz stypendialny w celu kształcenia młodzieży akademickiej w preparowaniu zwierząt, a po śmierci zapisał zbiór ptaków krajowych. 
Jego pierwszą żoną została Eleonora hr. Broel-Plater (1826–1856). Ich dziećmi byli: Maria (1848, żona Mieczysława Dunina Borkowskiego), Karolina (1849–1905, żona Stanisława Garapicha), Piotr (1850–1895), Barbara (1850–1855), Laura (1855–1935, żona Michała Garapicha). Drugą żoną była Józefa z Dzieduszyckich herbu Sas (1839–1910), z którą miał czterech synów i trzy córki. Jego wnukiem był Kazimierz Wodzicki (1900–1987). Brat Kazimierza Henryk był posłem na Sejm Krajowy Galicji, do Rady Państwa oraz członkiem Izby Panów w Wiedniu.